# Olivier Chambard

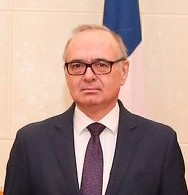
Olivier Chambard (2020)

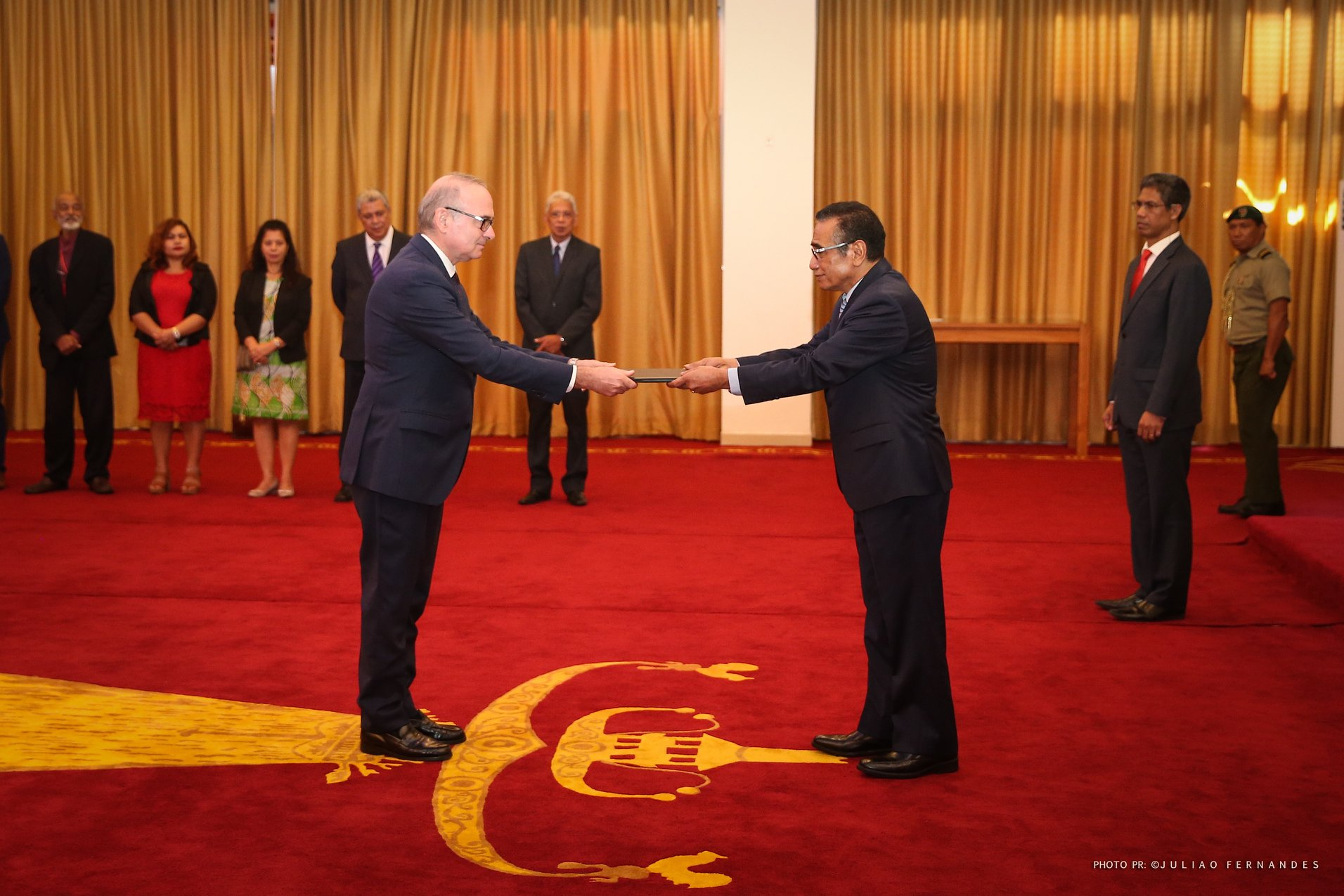
Chambard übergibt seine Akkreditierung für Osttimor an Präsident Guterres (2020)

Olivier Chambard ist ein französischer Diplomat.

## Werdegang
Chambard war zunächst zweimal in London als Stabschef, politischer Berater und Direktor des Institut Français. Als Absolvent des Instituts für Orientalische Sprachen in Hindi war er stellvertretender Direktor für Südasien und den indischen Subkontinents, bevor er ständiger Sekretär der Vereinigung französischsprachiger Bürgermeister und dann stellvertretender Direktor der Abteilung Afrikas im Außenministerium (2009 bis 2012) wurde.
Danach war er bis 2015 zum dritten Mal in London, diesmal als französischer Generalkonsul. Ab 2015 war er im französischen Finanzministerium Finanzberater für Westafrika und ab 2018 zusätzlich im Europaministerium Generalsekretär der Botschafterkonferenz.
Ende 2019 wurde Chambard zum französischen Botschafter für Indonesien und Osttimor ernannt. Er war bereits von 1997 bis 2000 in Jakarta zweiter Beraters bei der französischen Botschaft. Seine Akkreditierung übergab Chambard an Osttimors Präsidenten Francisco Guterres am 20. Januar 2020.